# Seznam kamenů zmizelých v Trenčínském kraji

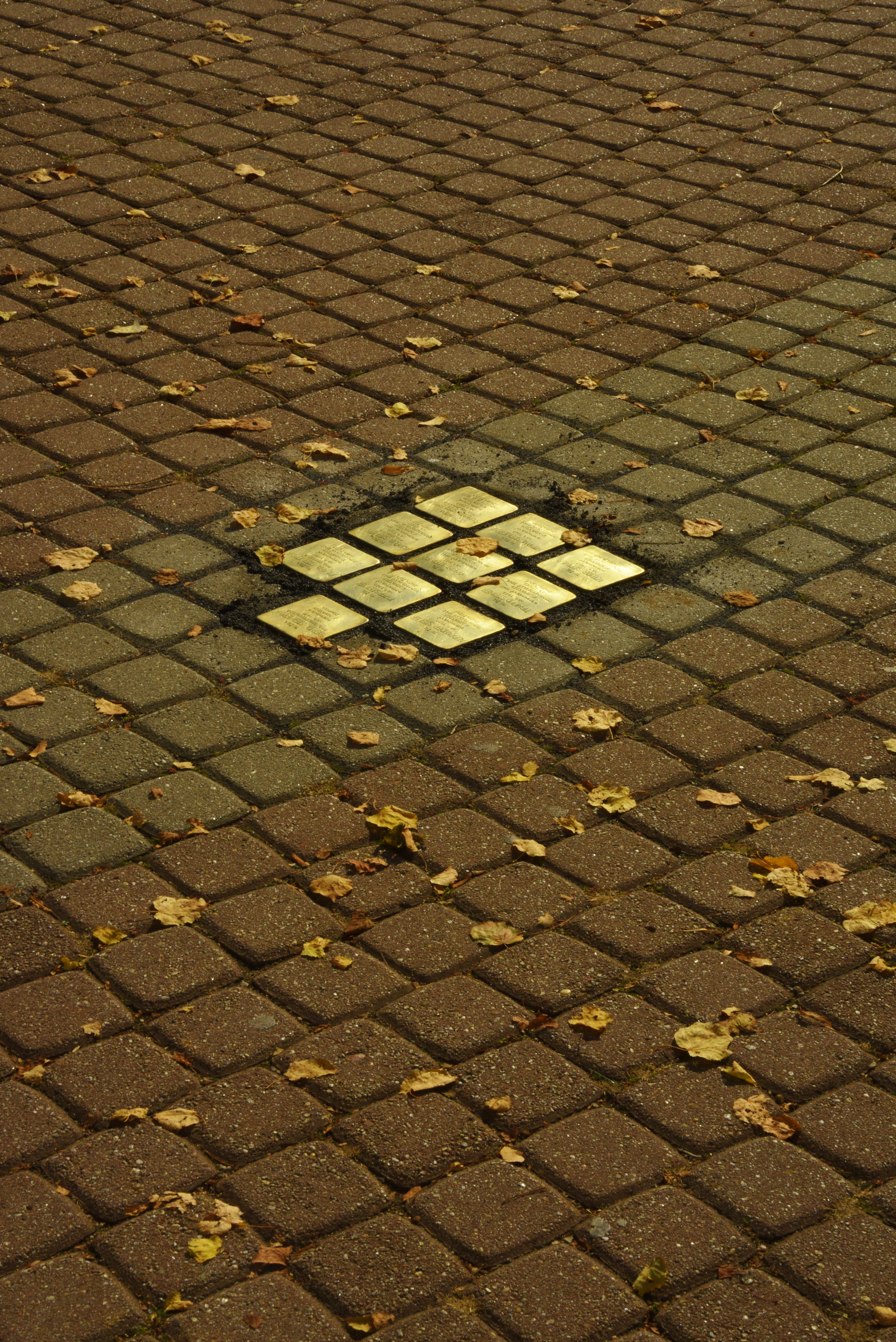
Prievidza

Seznam kamenů zmizelých v Trenčínském kraji obsahuje tzv. kameny zmizelých (slovensky pripomienkové kamene, respektive alternativně Stolpersteine) na území Trenčínského kraje. Kameny zmizelých připomínají osud těch lidí, kteří byli nacisty deportováni, vyhnáni, zavražděni nebo dohnáni k sebevraždě. Původcem projektu je Gunter Demnig.
Data pokládání kamenů zmizelých v Trenčínském kraji:
- Prievidza, první kameny 7. srpna 2016 za osobní účasti Guntera Demniga.[1][2][3][4], druhá akce proběhla 23. září 2017.[5] Obě akce byly připraveny a financovány sdružením "Spolu sme Prievidza".[6]
- Trenčín,  první kameny položeny 11. července 2023[7]

## Prievidza
| Obrázek | Nápis | Bydliště                              | Jméno, život |
| ------- | --- | ------------------------------------- | --- |
|         | TU ŽIL IZÁK HELLMANN NAR. 1873 DEPORTOVANÝ 1942 DO OSVIENČIMU ZAVRAŽDĚNÝ                                              | Košovská cesta                        | Izák Godel Hellmann (* 1873 Łęczyca; † 1942 [Polsko]), který v Prievidzi žil od konce 19. století, byl posledním kantorem židovské náboženské obce v Prievidzi a jako starší kantor dohlížel na rituály bohoslužeb a pečoval o synagogu, vedle které bydlel. Mimo to byl rituálním řezníkem. Roku 1942 byl s manželkou Matildou Hellmannovou deportován do neznámého koncentračního tábora v Polsku, ze kterého se nevrátil. |
|         | TU ŽILA MATILDA HELLMANNOVÁ ROD. ŠIMKOVÁ NAR. 1880 DEPORTOVANÁ 1942 DO OSVIENČIMU ZAVRAŽDĚNÁ                          | Košovská cesta                        | Matilda Hellmannová roz. Šimková (* 1880 Rajčany; † 1942), manželka Izáka Godela Hellmanna, se kterým byla zavlečena do neznámého koncentračního tábora v Polsku, ze kterého se nevrátila. |
|         | TU ŽIL FELIX ROSENTHAL NAR. 1880 ZAVRAŽDĚNÝ VO VÁPENKE V NEMECKEJ                                                     | Námestie slobody                      | Félix Rosenthal (* 1870 Prievidza; † 1944/45 Nemecká). Rosenthalova rodina patřila k nejstarším a velmi váženým židovským rodinám v Prievidzi. Felix Rosenthal, obchodník se smíšeným zbožím a železem, byl v zastupitelství obce a v dozorčí radě První priedvidzské banky. Podporoval různé dobročinné a charitativní sbírky. Byl posledním předsedou spolku Chevrah kadiša. Po obsazení obce Německou armádou 1944 se Félix Rosenthal s manželkou Bertou Rosenthalovou museli skrývat, byli dopadeni ve vápence v Nemecké a přibližně 1944/1945 zavražděni. |
|         | TU ŽILA BERTA ROSENTHALOVÁ ROD. STEINEROVÁ NAR. 1880 ZAVRAŽDĚNÁ VO VÁPENKE V NEMECKEJ                                 | Námestie slobody 33                   | Berta Rosenthalová roz. Steinerová (* 1880 Martin; † 1944/45 Nemecká), manželka Félixe Rosenthala, byla se svým mužem hledána nacisty, dopadena ve vápence v Nemecké a přibližně 1944/1945 zavražděna. |
|         | TU ŽIL ALEXANDER STEINER NAR. 1900 INTERNOVANÝ V NOVÁKOCH DEPORTOVANÝ 1942 ZAVRAŽDĚNÝ                                 | Námestie slobody 33                   | Alexander Steiner |
|         | TU ŽIL IZIDOR STEINER NAR. 1907 INTERNOVANÝ V NOVÁKOCH DEPORTOVANÝ 1942 ZAVRAŽDĚNÝ                                    | Námestie slobody 33                   | Izidor Steiner |
|         | TU ŽIL JOZEF STEINER NAR. 1940 INTERNOVANÝ V NOVÁKOCH DEPORTOVANÝ 1942 ZAVRAŽDĚNÝ                                     | Námestie slobody 33                   | Jozef Steiner |
|         | TU ŽIL RÓBERT STEINER NAR. 1931 INTERNOVANÝ 1942 V NOVÁKOCH PRENASLEDOVANÝ 1944 NA ÚTEKU ZAVRAŽDĚNÝ                   | Námestie slobody 33                   | Róbert Steiner |
|         | TU ŽIL ŽIGMUND STEINER NAR. 1905 INTERNOVANÝ 1942 V NOVÁKOCH PRENASLEDOVANÝ 1944 NA ÚTEKU ZAVRAŽDĚNÝ                  | Námestie slobody 33                   | Žigmund Steiner |
|         | TU ŽILA AURÉLIA STEINEROVÁ ROD. KOHNOVÁ NAR. 1909 INTERNOVANÁ 1942 V NOVÁKOCH PRENASLEDOVANÁ 1944 NA ÚTEKU ZAVRAŽDĚNÁ | Námestie slobody 33                   | Aurélia Steinerová roz. Kohnová |
|         | TU ŽILA BERTA STEINEROVÁ ROD. SCHLESINGEROVÁ NAR. 1873 INTERNOVANÁ V NOVÁKOCH ZOMRELA                                 | Námestie slobody 33                   | Berta Steinerová roz. Schlesingerová |
|         | TU ŽILA JOLANA STEINEROVÁ ROD. WEISSOVÁ NAR. 1919 INTERNOVANÁ V NOVÁKOCH DEPORTOVANÁ 1942 ZAVRAŽDĚNÁ                  | Námestie slobody 33                   | Jolana Steinerová roz. Weissová |
|         | TU ŽILA MIRIAM STEINEROVÁ NAR. 1940 INTERNOVANÁ V NOVÁKOCH DEPORTOVANÁ 1942 ZAVRAŽDĚNÁ                                | Námestie slobody 33                   | Miriam Steinerová |
|         | TU ŽILA ŠARLOTA STEINEROVÁ ROD. HOLZMANNOVÁ NAR. 1909 INTERNOVANÁ V NOVÁKOCH DEPORTOVANÁ 1942 ZAVRAŽDĚNÁ              | Námestie slobody 33                   | Šarlota Steinerová roz. Holzmannová |
|         | ZDE ŽIL JOZEF WERNER NAR. 1889 DEPORTOVANÝ 1942 DO OSVIENČIMU ZAVRAŽDĚNÝ                                              | Pribinovo námestie / Námestie slobody | Jozef Werner (* 1889 Hričovské Podhradie; † 1942 Osvětim) byl velkoobchodníkem. Do Prievidzi přišel v roce 1918 a provozoval tam parní pilu a obchodoval se stavebním materiálem. Náležel k nejúspěšnějším podnikatelům města, podporoval finančně charitativní spolky. Po přijetí Židovského kodexu v září 1941 došlo k perzekuci i rodiny Wernerových, kterým byl zabaven majetek a jejich dcera Judita byla vyloučena z gymnázia. Jozef a Margita Wernerovi jakož i dcery Judita a Erika byli posláni do shromažďovacího průchodního tábora v Novákách a poté 22. září 1942 deportováni do Osvětimi, kde byli zavražděni. Syn Pavol (* 1923) zemřel při bombardování Budapešti roku 1944. |
|         | ZDE ŽILA ERIKA WERNEROVÁ NAR. 1929 DEPORTOVANÁ 1942 DO OSVIENČIMU ZAVRAŽDĚNÁ                                          | Pribinovo námestie / Námestie slobody | Erika Wernerová (* 1929 Prievidza; † 1942 Osvětim), dcera Jozefa Wernera a Margity Wernerové. Jako její rodiče a sestra Judita byla poslána do shromažďovacího průchodního tábora v Novákách a poté 22. září 1942 deportována do Osvětimi, kde byla zavražděna. |
|         | ZDE ŽILA JUDITA WERNEROVÁ NAR. 1923 DEPORTOVANÁ 1942 DO OSVIENČIMU ZAVRAŽDĚNÁ                                         | Pribinovo námestie / Námestie slobody | Judita Wernerová (* 1923 Prievidza; † 1942 Osvětim), dcera Jozefa Wernera a Margity Wernerové. Jako její rodiče a sestra Erika byla poslána do shromažďovacího průchodního tábora v Novákách a poté 22. září 1942 deportována do Osvětimi, kde byla zavražděna. |
|         | ZDE ŽILA MARGITA WERNEROVÁ ROD. BIENENSTOCKOVÁ NAR. 1896 DEPORTOVANÁ 1942 DO OSVIENČIMU ZAVRAŽDĚNÁ                    | Pribinovo námestie / Námestie slobody | Margita Wernerová roz. Bienenstocková (* 1896 Prievidza; † 1942 Osvětim) manželka Jozefa Wernera. Jako on a velká část rodiny byla poslána do shromažďovacího průchodního tábora v Novákách a poté 22. září 1942 deportována do Osvětimi, kde byla zavražděna. |

## Trenčín
| Obrázek | Nápis                                                                                              | Bydliště                                   | Jméno, život                    |
| ------- | -------------------------------------------------------------------------------------------------- | ------------------------------------------ | ------------------------------- |
|         | TU ŽIL DEZIDER DÁVID LÖWENBEIN NAR. 1876 INTERNOVANÝ 1942 VO VYHNIACH ZAHYNUL 7. 10. 1943          | Vajanského 48°53′33″ s. š., 18°2′16″ v. d. | Dezider Dávid Löwenbein         |
|         | TU ŽILA IRMA LÖWENBEIN ROD. SCHUSTEK NAR. 1885 INTERNOVANÁ 1942 VO VYHNIACH ZAVRAŽDĚNÁ V OKT. 1943 | Vajanského                                 | Irma Löwenbein, rozená Schustek |